# Ferdinand Folef Frederik Zeger van Asch van Wijck
Ferdinand Folef Frederik Zeger van Asch van Wijck (Wijk bij Duurstede, 28 juni 1862 - La Tour-de-Peilz, 8 april 1927) was een Nederlands politicus.

## Leven en werk
Van Asch van Wijck was een zoon van Jhr. Mr. Lodewijk Hendrik van Asch van Wijck en Johanna Hester Maria Hooft Graafland. Hij trouwde met Susanna Elisabeth Bartha Hermina Kneppelhout (1860-1938).
Van Asch van Wijck werd in 1890 burgemeester van Zweeloo. Hij bleef er maar kort, in 1891 werd hij benoemd in Oldebroek. Naast burgemeester was hij lid van de Provinciale Staten van Gelderland. Hij verhuisde later met zijn vrouw naar Zwitserland, waar hij overleed op 64-jarige leeftijd.